# Agoristenus cubanus
Agoristenus cubanus – gatunek kosarza z podrzędu Laniatores i rodziny Agoristenidae.

## Występowanie
Gatunek jest endemiczny dla Kuby.